# Osso navicolare
L'osso navicolare è il primo della fila distale delle ossa del tarso. Appartiene alla regione anatomica del piede. Viene anche chiamato osso scafoide del tarso, ma questa denominazione è sconsigliabile, e spesso considerata errata, per evitare di confonderlo con il corrispondente osso scafoide carpale, che può essere chiamato, in modo ugualmente ambiguo, navicolare del carpo.
Esso si pone anteriormente all'astragalo, medialmente al osso cuboide e posteriormente ai tre cuneiformi. Costituisce la chiave di volta dell'arcata longitudinale mediale della pianta del piede.
Si tratta dell'ultimo delle ossa del piede a dare avvio al processo di ossificazione endocondrale, che tende a non cominciare addirittura fino ai due anni nella femmina e ai quattro nel maschio, nonostante si osservi una notevole variazione. La superficie prossimale, concava e in articolazione con l'astragalo, è generalmente l'ultima a definirsi, attorno agli otto anni. La tuberosità origina da un centro di ossificazione indipendente, il resto dell'osso ne presenta di solito uno, ma possono essere anche due o tre.
Il tibiale posteriore è l'unico muscolo che si inserisce sull'osso navicolare, a livello della cosiddetta tuberosità.
Un osso navicolare accessorio, situato postero-medialmente al navicolare, può essere presente nel 2-14% della popolazione generale e può essere causa di una sintomatologia dolorosa.

## Descrizione

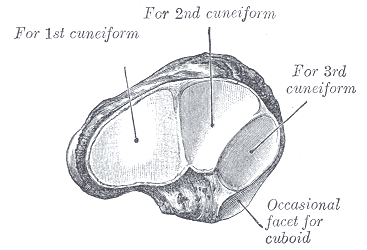
Visione distale dell'osso navicolare

Il nome si riferisce all'aspetto di quest'osso breve, che presenta una convessità anteriore, lungo il suo asse trasversale, tale da conferirgli una vaga somiglianza con lo scafo di una barca. Presenta sei superfici o facce, delle quali tre sono completamente articolari in diartrosi, quindi rivestite di cartilagine ialina.

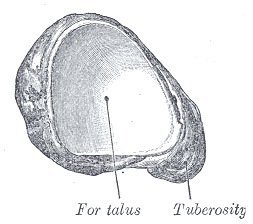
Visione prossimale dell'osso navicolare

- La faccia superiore o dorsale e la faccia inferiore o plantare non sono articolari.
- La faccia posteriore o prossimale presenta un'evidente faccetta articolare concava per la testa dell'astragalo. Per effetto della presenza del legamento calcaneo-navicolare plantare, teso fra sustentaculum tali del calcagno e superficie posteriore del navicolare, si può considerare quest'articolazione un'enartrosi.
- La faccia mediale presenta una tuberosità del navicolare, che dà attacco al muscolo tibiale posteriore.
- La faccia anteriore o distale presenta tre faccette articolari contigue, separate da rilievi ma coperte dalla stessa cartilagine articolare, con le tre ossa cuneiformi.
- La faccia laterale si articola con l'osso cuboide.